# Magic Cap
Magic Cap — (акроним от Magic Communicating Applications Platform) объектно-ориентированная операционная система для PDA, разработанная компанией General Magic. Разработку этой платформы возглавлял Тони Фаделл. Darin Adler был её архитектором.
Magic Cap включало «метафору комнат», в соответствии с которой пользователь перемещался из комнаты в комнату, чтобы выполнять разные задачи (например, домашний офис для обработки текста). Интерфейс напоминал Microsoft Bob, хотя в Magic Cap не хватало офисного помощника.
Несколько компаний — производителей электроники вышли на рынок с устройствами на основе ОС Magic Cap, наиболее заметными из них были Sony Magic Link, выпущенный в 1994 году и Motorola Envoy, также выпущенный в 1994 году. Ни одно из этих устройств не имело коммерческого успеха.

## Мобильные агенты
Операционная система Magic Cap включала новую технологию «мобильный агент» на основе языка Telescript. По замыслу разработчиков, агенты должны были переносить задания; они перемещались в некоторое место за пределами устройства, выполняли свою работу и затем возвращались в устройство с результатами. Когда были выпущены первые устройства на базе операционной системы Magic Cap, единственной средой для перемещения агентов была служба PersonaLink, поставлявшаяся AT&T. Агенты имели лишь небольшой доступ к функциональности устройства, поскольку каждый агент должен был быть авторизован и его область работы была ограничена модулями ПО, установленными на серверах PersonaLink. Полезная нагрузка, переносимая этими агентами, была также ограничена медленными модемами, передававшими данные со скоростью 2400 бит/с.
Система авторизации/аутентификации мобильных агентов в Telescript создавала крепкую связь между устройством и местом назначения. В результате развёртывание основанной на агентах технологии было довольно сложно, и она так и не достигла зрелости до того, как служба PersonaLink была закрыта.

## Язык программирования «Telescript»
Программы для операционной системы Magic Cap могли разрабатываться как на языке C, так и на новом языке программирования Telescript.
Telescript — объектно-ориентированный язык программирования и библиотека времени выполнения, разработанные для создания переносимых графических интерфейсов, приложений, программных агентов, удалённых сценариев и других разновидностей распределённых вычислительных систем. Средой выполнения программ на языке Telescript является операционная система Magic Cap. Она предоставляет программам графический интерфейс, подсистему ввода-вывода, сетевые и другие сервисы.
Как процедурный объектно-ориентированный язык программирования, Telescript поддерживает стандартные управляющие структуры, а также простые типы данных, такие как целые числа, числа с плавающей запятой и строки. Как процедурный объектно-ориентированный язык программирования, Telescript поддерживает обычные алгоритмические структуры, а также такие типы данных, как числа с плавающей и фиксированной точкой и строки. Telescript поддерживает одиночное наследование и форму множественного наследования, использующую примеси, как в некоторых диалектах языка Lisp. Все классы объектов наследуются прямо или косвенно от класса Object; аргументы метода также могут быть подвергнуты некоторому ограничению по типу. Язык также поддерживает простую обработку исключений через операторы try/catch. Telescript также включает в себя понятия полномочий и собственности, чтобы обеспечить программные ограничения для программных агентов. Классы в Telescript могут принадлежать к семействам классов, которые являются разновидностью обычной фабрики классов.
Программы на языке Telescript компилируются либо в нативный код целевой платформы, либо в переносимый байт-код для виртуальной машины Telescript. В конце 1997 года инструменты разработки для Telescript были ограничены платформой Macintosh, хотя движок являлся более переносимым (Windows, некоторые Unix-подобные ОС).
На данный момент Magic Cap является единственной реализацией языка Telescript, а компилятор и среда разработки поставлялись компанией Metrowerks.

## Magic Cap для Windows
Фирма General Magic выпустила версию операционной системы Magic Cap в виде приложения для Windows.